# جامعة الغرير
جامعة الغرير (AGU) هي جامعة خاصة تأسست عام 1999 من قبل مجموعة الغرير وتقع في مدينة مدينة دبي الأكاديمية العالمية في دبي، الإمارات العربية المتحدة.
جامعة الغرير تعد من اقوى الجامعات في دولة الامارات العربية المتحدة ، حيث كانت تنافس على المراكز الاولى في امارة دبي وفي امارات الدولة.
وتقدم جامعة الغرير مجموعة من برامج البكالوريوس والدراسات العليا في الهندسة والعمارة والتصميم وادارة الاعمال التجارية والمالية والموارد البشرية وتكنولوجيا المعلومات والاتصالات الجماهيرية والاعلام والقانون ودراسات اللغة العربية والاسلامية وجميع الكليات معتمدة من قبل وزارة التعليم العالي في الإمارات العربية المتحدة بالإضافة إلى بعض الاعتمادات الدولية الخاصة بالبرنامج مثل الاعتماد الاكاديمي الدولي الاعتماد الأكاديمي للهندسة والتكنولوجيا للبرامج الهندسية، منها الهندسة الكهربائية ، الهندسة الميكانيكية ، هندسة الحاسوب ، تكنولوجيا المعلومات والاعتماد الاكاديمي الدولي لادارة الاعمال مثل اعتماد جمعية تطوير كليات إدارة الأعمال أي أي سي أس بي.

## الإغلاق
جامعة الغرير تعد من اقوى الجامعات في دولة الامارات العربية المتحدة وتحديداً في امارة دبي ولكن ما أدى الى سبب اغلاقها هو خلال فترة جائحة الوباء العالمي فيروس كورونا عام 2020 حيث تدنى الوضع الاقتصادي في الجامعة وحيث قل عدد الطلاب من جميع التخصصات والبرامج الاكاديمية لذلك تطرقت الادارة العليا لجامعة الغرير بتقليل عدد من الكادر الاكاديمي حتى يكون هناك توازن بين الدخل والخرج ، ولكن بسبب انهيار الوضع الاقتصادي في جائحة فيروس كورونا لم تستقبل جامعة الغرير العديد من الطلاب وحيث لا تستطيع انفاق الاموال للكادر الاكاديمي بدون مدخول من الطلاب وحيث قدمت الجامعة طلب لوزارة التعليم العالي بالوضع الذين يمروا فيه وتمت المراجعة من قبل الوزارة وطلبت منهم بإيجاد جامعات اخرى للطلاب بحيث يسهل عليهم إكمال باقي تعليمهم وعند الانتهاء من ايجاد الجامعات للطلاب وحيث قامت الوزارة بتسهيل الامور والطلبات لكافة الطلاب حتى لا احد يتضرر وعند الانتهاء من ذلك اغلقت جامعة الغرير أبوابها في فصل الصيف عام 2022.

## روابط خارجية
- جامعة الغرير
- الغرير
- زويا.كوم